# محمد البهي
الدكتور محمد البهي (2 جمادى الآخرة 1323 هـ / 3 أغسطس 1905م - 22 ذو القعدة 1402 هـ / 10 سبتمبر 1982م)، وزير الأوقاف المصري الأسبق أحد مفكري الإسلام في العصر الحديث، دعا إلى الإصلاح الديني بالعودة للأصول، وتتبع نشأة الفكر الإسلامي منذ بدايته حتى الوقت المعاصر مقارنا بينه وبين غيره من المذاهب الفكرية، متصديا للأفكار الهدامة وفاضحا الاستعمار ودوره في المجتمعات الإسلامية. وقد ترك البهي ثروة غنية من المؤلفات التي أثرت الفكر الإسلامي والمكتبة الإسلامية كان أكثرها أهمية كتابه «الفكر الإسلامي الحديث وصلته بالاستعمار الغربي» الذي كان له الفضل في التعريف به كمفكر إسلامي في الأوساط العربية والإسلامية.

## النشأة والتكوين
ولد محمد محمد عامر البهي قرقر بقرية أسمانيا التابعة لمركز شبراخيت بمحافظة البحيرة بمصر يوم 2 جمادى الآخرة 1323 هـ / 3 أغسطس 1905م.
أتم حفظ القرآن الكريم وهو في العاشرة وأتم تجويده في دسوق في الحادية عشرة، ثم التحق بمعهد دسوق الديني عام 1335هـ/1917م واستمر فيه ثلاث سنوات، انتقل بعدها لمعهد طنطا الديني، ثم إلى معهد الإسكندرية الديني حيث حصل منه على الشهادة الثانوية الأزهرية وكان ترتيبه الأول على طلاب الإسكندرية.
تابع البهي دراسته في الأزهر الشريف بالقاهرة، وحصل على شهادة العالمية النظامية بعد أن تقدم إلى الامتحان من الخارج مختصرا بذلك المدة الدراسية، وكان عدد المتقدمين للامتحان 400 طالب لم ينجح سوى أربعة منهم وكان ترتيبه الأول عليهم، ثم التحق بقسم التخصص في البلاغة والأدب وأتم دراسته في هذا القسم وحصل على درجة التخصص في ربيع الآخر 1353هـ/أغسطس 1931م بعد أن تقدم بأطروحته للحصول على هذه الدرجة بعنوان «أثر الفكر الإغريقي في الأدب العربي نثرا ونظما».
في جمادى الأولى 1353 هـ / سبتمبر 1931م سافر إلى ألمانيا لدراسة الفلسفة مبعوثا من مجلس مديرية البحيرة إحياء لذكرى الشيخ محمد عبده، فحصل على دبلوم عال في اللغة الألمانية عام 1356 هـ / 1934م، كما حصل على الدكتوراة في الفلسفة والدراسات الإسلامية بتقدير امتياز من جامعة هامبورغ عام 1358هـ/1936م وحملت أطروحته للدكتوراة عنوان «الشيخ محمد عبده والتربية القومية في مصر».

## بين الأزهر والأوقاف
بعد عودته لمصر عام 1360 هـ / 1938م اشتغل البهي بتدريس الفلسفة الإسلامية والإغريقية في كلية أصول الدين، ثم نقل عام 1369 هـ / 1950م إلى كلية اللغة العربية أستاذا ورئيسا لقسم الفلسفة إلى جانب اشتغاله أستاذا زائرا بجامعة ماكجل بكندا وبجامعة الرباط الحديثة وجامعة قسنطينة الجزائرية وجامعة قطر وجامعة العين بالإمارات العربية. عمل بجانب التدريس مديرا عاما للثقافة الإسلامية بالأزهر فاهتم بنشر تراث الشيخ محمود شلتوت شيخ الأزهر الأسبق، ثم عين أول مدير لجامعة الأزهر بعد صدور قانون تطوير الأزهر عام 1381 هـ / 1961م.
كان البهي قد أعرب عام 1358 هـ / 1936م عن رأيه في الدراسة بجامعة الأزهر بعدم اقتصار الدراسة على العلوم الدينية وحدها فتحقق ما أراده عام 1382هـ/1962م حيث اشتملت الدراسة على دراسات علمية أخرى. في ربيع الآخر 1382هـ/سبتمبر 1962م عين وزيرا للأوقاف وشئون الأزهر وكان يتطلع لإنشاء شعبة خاصة في كلية البنات باسم شعبة الثقافة العامة مهمتها التنوير العام من نواحي تدبير المنزل ورعاية الأسرة وذلك من خلال تنظيم محاضرات مفتوحة لكل ربة بيت، ولكنه لم يتمكن من تجسيد فكرته على أرض الواقع. في ذي القعدة 1383هـ/مارس 1964م عين مرة أخرى مديرا لجامعة الأزهر فاستقال وعين أستاذا للفلسفة الإسلامية بكلية الآداب جامعة القاهرة.
كما شارك البهي في أعمال المجلس الأعلى للفنون والآداب، والمؤتمر الثقافي الأول لجامعة الدول العربية بالإسكندرية عام 1369هـ/1950م وفي الندوة الإسلامية العالمية بجامعة برنستون ومكتبة الكونغرس عام 1372 هـ / 1953م والندوة الإسلامية العالمية بلاهور 1377هـ/1958م، واختير عضوا بمجمع البحوث الإسلامية ومستشارا في المؤتمر الإسلامي بالقاهرة، كما زار الملايو وإندونسيا والفلبين في صحبة الشيخ محمود شلتوت شيخ الأزهر.

## وفاته
عندما بلغ الستين من عمره ترك التدريس ورفض قرار مجلس الوزراء بمد خدمته خمس سنوات أخرى وآثر التفرغ للكتابة والتأليف إلى أن وافته المنية في من ذي القعدة 1402 هـ / 10 سبتمبر 1982م عن عمر يناهز سبعة وسبعين عاما.
بعد وفاته منح اسمه وسام العلوم والفنون من الطبقة الأولى بمناسبة الاحتفال بالعيد الألف للأزهر. كما تبرعت أسرته بمكتبته لمسجد النور بالعباسية وتضم 2250 كتابا منها 38 من مؤلفاته، بالإضافة لكتب بلغات مختلفة في الأدب العالمي والإسلاميات والتراجم وسجلات للمؤتمرات والندوات الإسلامية.

## أفكاره
وقف البهي ضد تيار الفكر المادي التاريخي وأوضح مدى تخلف الفكر الماركسي اللينيني وفشله في تحقيق العدالة الاجتماعية، وتصدى للرد على رشدي صالح حين كتب عن ابن خلدون محاولا استلهام شخصيته وتطويع أفكاره من أجل الدعوة للماركسية. في الوقت نفسه وجه سهام النقد للفكر الغربي الاستعماري لرغبته في إبقاء المسلمين في موقع التخلف. ركز البهي على الحلول الإسلامية وليس المستوردة من الشرق أو الغرب ولكنه لا يدعو للانغلاق الفكري بل كان يدعو للتأني والقراءة النقدية للفكر الوافد.
رفض البهي مفهوم التجديد الذي ساد في كتابات بعض المفكرين في القرن العشرين من أمثال علي عبد الرازق وطه حسين وغيرهم ممن تأثروا بالفكر الغربي، واعتبر هذا التجديد تقليدا للفكر الأوروبي، وتبنى في مقابل مفهوم التجديد مفهوم الإصلاح الديني الذي قصد به رد الاعتبار للقيم الدينية، ودحض ما أثير حولها من افتراءات وشبهات.

## أهم أعماله
1. الدين والدولة من توجيه القرآن الكريم،
2. الإسلام في الواقع الأيديولوجي المعاصر،
3. طبقية المجتمع الأوروبي وانعكاس آثارها على المجتمع الإسلامي المعاصر،
4. منهج القرآن في تطوير المجتمع،
5. تهافت الفكر المادي التاريخي،
6. من مفاهيم القرآن في العقيدة والسلوك،
7. المجتمع الحضاري وتحدياته من توجيه القرآن الكريم،
8. الإسلام في حياة المسلم،
9. حياتي في رحاب الأزهر: طالبا وأستاذا ووزيرا، سيرته الذاتية وقد كتبها قبل وفاته بعامين ولم تنشر إلا بعد وفاته،
10. الفكر الإسلامي الحديث وصلته بالاستعمار الغربي
11. الإخاء الدينى ومجمع الأديان وموقف الإسلام [[alex.wikiwebia.com/.../alakhah-aldenyw-mjma-alade-